# Fabio Cianferoni

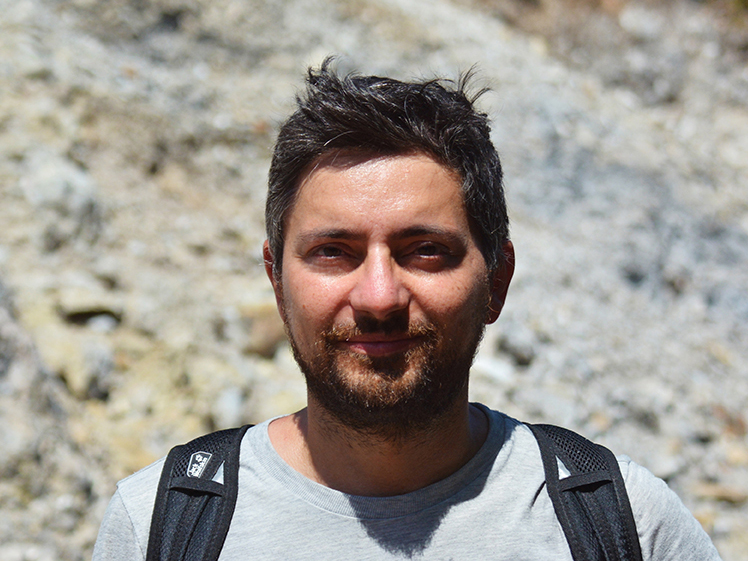
Fabio Cianferoni

Fabio Cianferoni (Firenze, 22 marzo 1981) è un biologo, zoologo ed entomologo italiano.

## Biografia
Nasce a Firenze, nella cui Università consegue la laurea in Scienze Biologiche e poi, con un progetto di ricerca sull’ecologia e l'etologia di due specie di Velia, il dottorato di ricerca in Etologia, Ecologia animale e Antropologia. Ha collaborato con il Museo di Storia Naturale di Firenze, il Corpo Forestale dello Stato e il Consiglio Nazionale delle Ricerche (CNR), presso il quale è attualmente ricercatore. I suoi principali campi di studio sono la tassonomia e la faunistica degli Hemiptera Heteroptera acquatici, di cui è specialista a livello mondiale, ma si è occupato anche di vari altri gruppi, di insetti e non solo. È autore di oltre duecento contributi scientifici e ha descritto alcune specie nuove per la scienza, tra cui Etruscodytes nethuns, l’unico ditiscide freatobio conosciuto in Italia. Svolge attività di referee per numerose riviste scientifiche ed è l'Editor-in-chief della rivista European Journal of Taxonomy. È stato anche l’Editor-in-chief della rivista entomologica Onychium.

## Pubblicazioni (selezione)
- Cianferoni F., 2012. The Ochteridae of Ecuador, with new records and an identification key (Hemiptera: Heteroptera: Nepomorpha). Zootaxa, 3260: 62-68. DOI: 10.11646/zootaxa.3260.1.6
- Cianferoni F. & Buzzetti F.M., 2012. The genus Hydrometra Latreille in Ecuador with description of a new species (Hemiptera: Heteroptera: Gerromorpha: Hydrometridae). Zootaxa, 3274: 55-62. DOI: 10.11646/zootaxa.3274.1.6
- Cianferoni F. & Santini G., 2012. Ecology and life cycle of two Alpine-Apenninic species of Velia Latreille (Hemiptera: Heteroptera: Veliidae). European Journal of Entomology, 109: 427-434. DOI: 10.14411/eje.2012.055
- Cianferoni F. & Mazza G., 2012. The aquatic Heteroptera (Insecta: Hemiptera) of the “Foreste Casentinesi, Monte Falterona e Campigna” National Park (Central Italy). Zootaxa, 3568: 36-52. DOI: 10.11646/zootaxa.3568.1.2
- Cianferoni F., Rocchi S. & Terzani F., 2013. Nepomorpha, Gerromorpha and Leptopodomorpha (Hemiptera: Heteroptera) of the Tuscan Archipelago (Italy). Zootaxa, 3669 (3): 302-320. DOI: 10.11646/zootaxa.3669.3.6
- Mazza G., Cianferoni F. & Rocchi S., 2013. Etruscodytes nethuns n. gen., n. sp.: the first phreatic water beetle from Italy (Coleoptera, Dytiscidae, Hydroporinae). Italian Journal of Zoology, 80 (2): 233-241. DOI: 10.1080/11250003.2013.783633
- Cianferoni F. & Santini G., 2014. Comparative description of the hairy structures in two endemic Velia species (Hemiptera: Heteroptera: Gerromorpha: Veliidae): V. currens (Fabricius, 1794) and V. gridellii Tamanini, 1947. Acta Zoologica, 95 (3): 347-357. [first published online: 26 April 2013] DOI: 10.1111/azo.12032
- Mazza G., Pennacchio F., Gargani E., Franceschini I., Roversi P.F. & Cianferoni F., 2014. First report of Ricania speculum (Walker, 1851) in Europe (Hemiptera: Fulgoromorpha: Ricaniidae). Zootaxa, 3861 (3): 297-300. DOI: 10.11646/zootaxa.3861.3.7
- Audisio P., Alonso Zarazaga M., Slipinski A., Nilsson A., Jelínek J., Taglianti A., Turco F., Otero C., Canepari C., Kral D., Liberti G., Sama G., Nardi G., Löbl I., Horak J., Kolibac J., Háva J., Sapiejewski † M., Jäch M., Bologna M., Biondi M., Nikitsky N., Mazzoldi P., Zahradnik P., Wegrzynowicz P., Constantin R., Gerstmeier R., Zhantiev R., Fattorini S., Tomaszewska W., Rücker W., Vazquez-Albalate X., Cassola F., Angelini F., Johnson C., Schawaller W., Regalin R., Baviera C., Rocchi S., Cianferoni F., Beenen R., Schmitt M., Sassi D., Kippenberg H., Zampetti M., Trizzino M., Chiari S., Carpaneto G., Sabatelli S. & de Jong Y., 2015. Fauna Europaea: Coleoptera 2 (excl. series Elateriformia, Scarabaeiformia, Staphyliniformia and superfamily Curculionoidea). Biodiversity Data Journal, 3: e4750. DOI: 10.3897/BDJ.3.e4750
- Cianferoni F., Buzzetti F.M. & Zettel H., 2016. The “Italian hebrid”, Hebrus franzi (Wagner, 1957): disentangling a half-century dilemma (Hemiptera: Heteroptera: Gerromorpha). Zootaxa, 4132 (1): 127-134. DOI: 10.11646/zootaxa.4132.1.11
- Csabai Z., Soós N., Berchi G.M., Cianferoni F., Boda P. & Móra A. 2017. Aquatic and semiaquatic Heteroptera (Nepomorpha and Gerromorpha) fauna of Greek holiday islands (Rhodes, Crete and Corfu) with first records of three species from Europe and Greece. Zootaxa, 4231 (1): 51-69. DOI: 10.11646/zootaxa.4231.1.3
- Terzani F., Ceccolini F., Hájek J. & Cianferoni F. 2017. Taxonomic review of the genus Dascillus Latreille, 1797 in the Western Palaearctic (Coleoptera: Dascillidae). Zootaxa, 4282 (2): 255-268. DOI: 10.11646/zootaxa.4282.2.2
- Berchi G., Copilaş‐Ciocianu D., Kment P., Buzzetti F., Petrusek A., Rákosy I., Cianferoni  F. & Damgaard J. 2018. Molecular phylogeny and biogeography of the West‐Palaearctic Velia (Heteroptera: Gerromorpha: Veliidae). Systematic Entomology, 43 (2): 262-276. [First published online: 17 October 2017] DOI: 10.1111/syen.12273
- Lunghi E., Cianferoni F., Ceccolini F., Mulargia M., Cogoni R., Barzaghi B., Cornago L., Avitabile D., Veith M., Manenti R., Ficetola G.F. & Corti C., 2018. Field-recorded data on the diet of six species of European Hydromantes cave salamanders. Scientific Data, 5:180083. DOI: 10.1038/sdata.2018.83
- Cianferoni F., Graziani F., Dioli P. & Ceccolini F., 2018. Review of the occurrence of Halyomorpha halys (Hemiptera: Heteroptera: Pentatomidae) in Italy, with an update of its European and World distribution. Biologia, 73: 599-607. DOI: 10.2478/s11756-018-0067-9
- Lunghi E., Cianferoni F., Ceccolini F., Veith M., Manenti R., Mancinelli G., Corti C. & Ficetola G.F., 2018. What shapes the trophic niche of European plethodontid salamanders? PLoS ONE, 13 (10): e0205672. DOI: 10.1371/journal.pone.0205672
- Cianferoni F., 2019. Review of the aquatic Hemiptera from Cephalonia, with a checklist for the Ionian Islands, Greece (Heteroptera: Gerromorpha, Nepomorpha, Leptopodomorpha). Zootaxa, 4576 (1): 46-60. DOI: 10.11646/zootaxa.4576.1.2
- Lunghi E., Cianferoni F., Ceccolini F., Zhao Y., Manenti R., Corti C., Ficetola G.F. & Mancinelli G., 2020. Same diet, different strategies: variability of individual feeding habits across three populations of Ambrosi’s Cave Salamander (Hydromantes ambrosii). Diversity, 12 (5): 180.
- Cianferoni F., Ceccolini F., 2021. A new species of Petalon Schönherr, 1833 from central Vietnam (Coleoptera: Dascillidae). Oriental Insects, DOI: 10.1080/00305316.2021.1902875
- Cianferoni F. 2023. Order Hemiptera. In: Maasri A., Thorp J.H. (Eds.). Identification and Ecology of Freshwater Arthropods in the Mediterranean Basin. Elsevier, Amsterdam, pp. 365-395. DOI: 10.1016/B978-0-12-821844-0.00003-X
- Cianferoni F., Ceccolini F., 2024. Shedding Light on the Shadows: Hidden Diversity in the Italian Embioptera Insects, 15, 868 (23 pp.). DOI: 10.3390/insects15110868

## Taxa descritti
Hydrometra aequatoriana Cianferoni & Buzzetti, 2012 (Arthropoda: Insecta: Hemiptera: Hydrometridae)
Etruscodytes Mazza, Cianferoni & Rocchi, 2013 (Arthropoda: Insecta: Coleoptera: Dytiscidae)
Etruscodytes nethuns Mazza, Cianferoni & Rocchi, 2013 (Arthropoda: Insecta: Coleoptera: Dytiscidae)
Petalon vietnamensis Cianferoni & Ceccolini, 2021 (Arthropoda: Insecta: Coleoptera: Dascillidae)
Embia brutia Cianferoni & Ceccolini, 2024 (Arthropoda: Insecta: Embioptera: Embiidae)
Embia pandateriensis Cianferoni & Ceccolini, 2024 (Arthropoda: Insecta: Embioptera: Embiidae)
Embia specolensis Cianferoni & Ceccolini, 2024 (Arthropoda: Insecta: Embioptera: Embiidae)

## Taxa dedicati
Pharceonus cianferonii Monte & Mascagni, 2012 (Arthropoda: Insecta: Coleoptera: Elmidae)
Coenonica florentinorum Pace, 2013 (Arthropoda: Insecta: Coleoptera: Staphylinidae)
Pandinurus cianferonii Rossi, 2015 (Arthropoda: Arachnida: Scorpiones: Scorpionidae)
Metocinus cianferonii Bordoni, 2018 (Arthropoda: Insecta: Coleoptera: Staphylinidae)
Laccophilus cianferonii Bilardo & Rocchi, 2019 (Arthropoda: Insecta: Coleoptera: Dytiscidae)

## Nomi sostitutivi
Nell'ambito dei nomi regolati dal Codice internazionale di nomenclatura zoologica l'autore ha proposto diversi nomi sostitutivi (nomina nova).
Per maggiori dettagli consultare le relative pagine su Wikispecies e ZooBank.